# Cleopatra (film 1934)
Cleopatra è un film del 1934 diretto da Cecil B. DeMille.
Nel cast, molti attori ai primi passi della loro carriera cinematografica, come John Carradine o David Niven, e alcuni altri invece, già nomi famosi del cinema muto, che qui partecipano in qualità di figuranti o in piccoli ruoli. Tra questi, Julanne Johnston che, solo dieci anni prima, era stata protagonista del kolossal Il ladro di Bagdad a fianco di Douglas Fairbanks. Questa è l'ultima apparizione sullo schermo dell'attrice.

## Trama
La regina d'Egitto, utilizzando il suo fascino, si lega prima a Giulio Cesare e, dopo l'assassinio di questi a causa di un complotto del senato, a Marco Antonio, causando così lo scontro di quest'ultimo con Ottaviano. Il giovane augusto sconfiggerà l'esercito egizio e conquisterà l'Egitto. Cleopatra e Marco Antonio, per non cadere in mani nemiche, moriranno suicidi.

## Produzione
Prodotto dalla società Paramount Pictures, la pellicola venne girata in esterni in California a El Segundo e a Muroc. Per gli interni, vennero usati gli studios della Paramount.

## Distribuzione
Il film fu distribuito dalla Paramount Pictures e uscì nelle sale cinematografiche nell'ottobre 1934.

### Data di uscita
Il film venne distribuito in varie nazioni, fra cui:
- Stati Uniti d'America, Cleopatra 5 ottobre 1934
- Francia, Cléopâtre 16 ottobre 1934
- Finlandia 28 ottobre 1934
- Germania, Cleopatra  novembre 1934
- Inghilterra 10 novembre 1934
- Turchia 1935
- Danimarca, Cleopatra 14 gennaio 1935
- Austria, Kleopatra  novembre 1953 (si trattava di una riedizione)
- Finlandia, Kleopatra  27 maggio 1955 (si trattava di una riedizione)

### Manifesti e locandine
La realizzazione dei manifesti del film, per l'Italia, fu affidata al pittore cartellonista Anselmo Ballester.

## Edizione italiana
Il film ebbe due edizioni italiane: la prima fu nel 1935, con Marcella Rovena, Emilio Cigoli che doppiarono Claudette Colbert (Cleopatra) e Warren William (Giulio Cesare); la seconda fu realizzata nel 1951, e il ridoppiaggio vide la partecipazione dei migliori doppiatori dell'epoca della C.D.C., di nuovo con le voci di Rovena e Cigoli sui due protagonisti.

## Accoglienza

### Critica
Il Morandini definisce «impertinente civettona» l'involontaria comicità interpretativa di Claudette Colbert.

## Riconoscimenti
- Premi Oscar 1935
  - Oscar per la miglior fotografia (Victor Milner)